# Fronte Democratico (Montenegro)
Il Fronte Democratico (in cirillico: Демократски фронт/Demokratski front DF) è stata una coalizione politica montenegrina fondata nel 2012 e scioltasi nel 2023. Essa era guidata da una direzione collettiva, composta da sei membri di diversa rappresentanza partitica.

## Storia
DF è stato creato il 24 luglio 2012, come alternativa al ventennale governo del Partito Democratico dei Socialisti (DPS) impersonificato dal suo controverso leader Milo Đukanović.
I partiti facenti parte della coalizione sono la Nuova Democrazia Serba (NOVA), il Movimento per i Cambiamenti (PzP) e il Partito Democratico dell'Unità (DSJ). Oltre a essi però si sono uniti al DF molte ONG anti-governative, alcuni sindacati, organizzazioni studentesche, accademici, personalità indipendenti e anche una frazione dissidente del Partito Popolare Socialista (SNP).
Il Fronte ha preso parte alle elezioni parlamentari del 2012 ottenendo il 23,2% e 20 seggi, piazzandosi al secondo posto subito dopo la coalizione governativa guidata dal DPS di Đukanović e diventando la maggiore formazione di opposizione.
Il 14 maggio 2023, il Fronte Democratico ha tenuto una conferenza stampa in cui i leader hanno annunciato lo scioglimento dell'alleanza.

## Risultati elettorali
| Elezione          | Voti    | %      | Seggi   |
| ----------------- | ------- | ------ | ------- |
| Parlamentari 2012 | 82.773  | 22,82% | 20 / 81 |
| Parlamentari 2016 | 77.784  | 20,32% | 18 / 81 |
| Parlamentari 2020 | 133.267 | 32,55% | 27 / 81 |